# Zaurbek Pliyev
Zaurbek Igorevich Pliyev (tiếng Nga: Заурбек Игоревич Плиев; sinh ngày 27 tháng 9 năm 1991) là một hậu vệ trái bóng đá người Nga thi đấu cho FC Akhmat Grozny.

## Sự nghiệp

### Câu lạc bộ
Pliyev ra mắt chuyên nghiệp cho Spartak Nalchik vào ngày 15 tháng 7 năm 2009 tại trận đấu ở Cúp quốc gia Nga trước FC Nizhny Novgorod.
Vào tháng 10 năm 2014, Pliyev, cùng với Dmitri Khomich, Mikhail Bakayev, Aleksandr Kislitsyn và Samat Smakov, đã bị cấm tập luyện với FC Kairat.
Vào ngày 7 tháng 12 năm 2015, Pliyev ký bản hợp đồng 3,5 năm cùng với FC Terek Grozny.

### Quốc tế
Sau khi đại diện U-19 Nga năm 2009, anh được triệu tập vào đội hình U-21 Kazakhstan năm 2011. Vào tháng 8 năm 2012, anh được triệu tập vào đội hình U-21 Nga.

## Thống kê sự nghiệp
Tính đến trận đấu diễn ra ngày 13 tháng 5 năm 2018
| Câu lạc bộ                 | Mùa giải            | Giải vô địch                       | Giải vô địch | Giải vô địch | Cúp Quốc gia | Cúp Quốc gia | Châu lục | Châu lục  | Khác    | Khác      | Tổng cộng | Tổng cộng |
| Câu lạc bộ                 | Mùa giải            | Hạng đấu                           | Số trận      | Bàn thắng    | Số trận      | Bàn thắng    | Số trận  | Bàn thắng | Số trận | Bàn thắng | Số trận   | Bàn thắng |
| -------------------------- | ------------------- | ---------------------------------- | ------------ | ------------ | ------------ | ------------ | -------- | --------- | ------- | --------- | --------- | --------- |
| Spartak Nalchik            | 2010                | Giải bóng đá ngoại hạng Nga        | 4            | 0            | 1            | 0            | -        | -         | -       | -         | 5         | 0         |
| Astana                     | 2011                | Giải bóng đá ngoại hạng Kazakhstan | 25           | 1            | 1            | 0            | -        | -         | 0       | 0         | 26        | 1         |
| Alania Vladikavkaz         | 2011–12             | Giải Quốc gia Nga                  | 24           | 1            | 0            | 0            | 2        | 0         | -       | -         | 26        | 1         |
| Alania Vladikavkaz         | 2012–13             | Giải bóng đá ngoại hạng Nga        | 20           | 0            | 0            | 0            | -        | -         | -       | -         | 20        | 0         |
| Alania Vladikavkaz         | 2013–14             | Giải Quốc gia Nga                  | 15           | 0            | 1            | 0            | -        | -         | -       | -         | 16        | 0         |
| Alania Vladikavkaz         | Tổng cộng           | Tổng cộng                          | 59           | 1            | 1            | 0            | 2        | 0         | -       | -         | 62        | 1         |
| Kairat                     | 2014                | Giải bóng đá ngoại hạng Kazakhstan | 24           | 3            | 3            | 0            | 4        | 0         | -       | -         | 31        | 3         |
| Kairat                     | 2015                | Giải bóng đá ngoại hạng Kazakhstan | 22           | 1            | 3            | 0            | 0        | 0         | 1       | 0         | 26        | 1         |
| Kairat                     | Tổng cộng           | Tổng cộng                          | 46           | 4            | 6            | 0            | 4        | 0         | 1       | 0         | 57        | 4         |
| Terek Grozny\Akhmat Grozny | 2015–16             | Giải bóng đá ngoại hạng Nga        | 9            | 0            | 1            | 0            | -        | -         | -       | -         | 10        | 0         |
| Terek Grozny\Akhmat Grozny | 2016–17             | Giải bóng đá ngoại hạng Nga        | 10           | 0            | 2            | 0            | -        | -         | -       | -         | 12        | 0         |
| Terek Grozny\Akhmat Grozny | 2017–18             | Giải bóng đá ngoại hạng Nga        | 12           | 0            | 0            | 0            | -        | -         | -       | -         | 12        | 0         |
| Terek Grozny\Akhmat Grozny | Tổng cộng           | Tổng cộng                          | 31           | 0            | 3            | 0            | -        | -         | -       | -         | 34        | 0         |
| Tổng cộng sự nghiệp        | Tổng cộng sự nghiệp | Tổng cộng sự nghiệp                | 165          | 6            | 12           | 0            | 6        | 0         | 1       | 0         | 184       | 6         |